# Santiago Germán Solari
Santiago Germán Solari Ferreyra (Arizona, Argentina; 19 de enero de 1998) es un futbolista argentino. Juega de extremo derecho y su equipo actual es el Racing Club de la Primera División de Argentina.

## Trayectoria
A nivel juvenil, Solari pasó por las inferiores del Vélez Sarsfield. Solari comenzó su carrera a nivel adulto en 2019 en el Sporting Club Victoria del Argentino B y luego se unió al Juventud Unida Universitario.
Tras una temporada en el Torneo Federal A por Juventud, en 2021 fue enviado a préstamo al Atlanta en la Primera B Nacional.
Para la temporada 2022, Solari fue cedido al Gimnasia y Esgrima (Mendoza) de la segunda división.
En enero de 2023, fichó en el Defensa y Justicia de la Primera División de Argentina. Anotó su primer gol en primera el 6 de febrero en la victoria por 0-2 sobre Gimnasia de La Plata.

## Estadísticas
Actualizado al último partido disputado el 19 de agosto de 2025
| Club                          | Div.          | Temporada     | Liga  | Liga  | Copas nacionales | Copas nacionales | Copas internacionales | Copas internacionales | Total | Total |
| Club                          | Div.          | Temporada     | Part. | Goles | Part.            | Goles            | Part.                 | Goles                 | Part. | Goles |
| ----------------------------- | ------------- | ------------- | ----- | ----- | ---------------- | ---------------- | --------------------- | --------------------- | ----- | ----- |
| Juventud Unida (SL) Argentina | 3.ª           | 2019-20       | 15    | 3     | 0                | 0                | —                     | —                     | 15    | 3     |
| Juventud Unida (SL) Argentina | Total club    | Total club    | 15    | 3     | 0                | 0                | 0                     | 0                     | 15    | 3     |
| Atlanta Argentina             | 2.ª           | 2021          | 26    | 1     | 1                | 0                | —                     | —                     | 27    | 1     |
| Atlanta Argentina             | Total club    | Total club    | 26    | 1     | 1                | 0                | 0                     | 0                     | 27    | 1     |
| Gimnasia (M) Argentina        | 2.ª           | 2022          | 37    | 8     | 1                | 0                | —                     | —                     | 38    | 8     |
| Gimnasia (M) Argentina        | Total club    | Total club    | 37    | 8     | 1                | 0                | 0                     | 0                     | 38    | 8     |
| Defensa y Justicia Argentina  | 1.ª           | 2023          | 26    | 4     | 16               | 2                | 12                    | 1                     | 54    | 7     |
| Defensa y Justicia Argentina  | Total club    | Total club    | 26    | 4     | 16               | 2                | 12                    | 1                     | 54    | 7     |
| Racing Club Argentina         | 1.ª           | 2024          | 18    | 2     | 14               | 1                | 8                     | 2                     | 40    | 5     |
| Racing Club Argentina         | 1.ª           | 2025          | 17    | 3     | 1                | 0                | 8                     | 2                     | 26    | 5     |
| Racing Club Argentina         | Total club    | Total club    | 35    | 5     | 15               | 1                | 16                    | 4                     | 66    | 10    |
| Total carrera                 | Total carrera | Total carrera | 148   | 25    | 33               | 3                | 28                    | 5                     | 209   | 33    |

## Vida personal
Su hermano Pablo Solari también es futbolista. 

## Palmarés

### Torneos internacionales
| Título              | Equipo      | Sede           | Año  |
| ------------------- | ----------- | -------------- | ---- |
| Copa Sudamericana   | Racing Club | Asunción       | 2024 |
| Recopa Sudamericana | Racing Club | Rio de Janeiro | 2025 |